# Батюк, Виктор Гаврилович
Виктор Гаврилович Батюк (укр. Віктор Гаврилович Батюк; 15 марта 1939 — 2 декабря 1996) — украинский дипломат и переводчик. Чрезвычайный и Полномочный Посол Украины (1992).

## Биография
Окончил Московский государственный институт международных отношений. Свободно владел языком бенгали.
Работая в Министерстве иностранных дел УССР, принимал участие в работе переводческой секции Союза писателей Украины, где поддерживал отношения с Василием Стусом.
Работал вторым секретарем Постоянного Представительства УССР при ООН.
В 1978—1984 годах — Постоянный Представитель Украины в Отделении ООН в Женеве.
В 1984—1992 годах — начальник Отдела международных организаций Министерства иностранных дел Украинской ССР. В 1986 году входил в состав Делегации Украинской ССР на специальной сессии Генеральной Ассамблеи ООН по вопросу о Намибии.
В 1991 году входил в состав делегации Украинской ССР на 46-и сессии Генеральной Ассамблеи ООН.
Со 2 марта 1992 по 1993 год — Постоянный Представитель Украины при ООН.
С 13 декабря 1993 по 17 января 1996 года — Чрезвычайный и Полномочный Посол Украины в Канаде.
В 1996 году погиб в автомобильной катастрофе. Похоронен на Байковом кладбище.

## Автор переводов
- Перевел на украинский язык тексты Рабиндранат Тагора, произведения Кэтрин Энн Портер, Марио Пьюзо, Д. Кэрола.